# Eintracht Frankfurt 1977-1978
Questa voce raccoglie le informazioni riguardanti l'Eintracht Frankfurt nelle competizioni ufficiali della stagione 1977-1978.

## Stagione
Nella stagione 1977-1978 l'Eintracht Francoforte, allenato da Gyula Lóránt, Jürgen Grabowski e Dettmar Cramer, concluse il campionato di Bundesliga al 7º posto. In Coppa di Germania l'Eintracht Francoforte fu eliminato al terzo turno dallo Schalke 04. In Coppa UEFA l'Eintracht Francoforte fu eliminato ai quarti di finale dal Grasshoppers.

## Rosa
| N. |                     | Ruolo | Calciatore           |
| -- | ------------------- | ----- | -------------------- |
|    | Germania (bandiera) | P     | Jupp Koitka          |
|    | Germania (bandiera) | P     | Günther Wienhold     |
|    | Germania (bandiera) | D     | Charly Körbel        |
|    | Germania (bandiera) | D     | Helmut Müller        |
|    | Germania (bandiera) | D     | Willi Neuberger      |
|    | Germania (bandiera) | D     | Peter Reichel        |
|    | Germania (bandiera) | D     | Gerd Simons          |
|    | Germania (bandiera) | D     | Lothar Skala         |
|    | Serbia (bandiera)   | D     | Dragoslav Stepanović |
|    | Germania (bandiera) | D     | Wolfgang Trapp       |
|    | Germania (bandiera) | D     | Gert Trinklein       |
|    | Germania (bandiera) | C     | Michael Blättel      |

| N. |                     | Ruolo | Calciatore         |
| -- | ------------------- | ----- | ------------------ |
|    | Germania (bandiera) | C     | Jürgen Grabowski   |
|    | Germania (bandiera) | C     | Wolfgang Kraus     |
|    | Germania (bandiera) | C     | Peter Krobbach     |
|    | Germania (bandiera) | C     | Norbert Nachtweih  |
|    | Germania (bandiera) | C     | Bernd Nickel       |
|    | Germania (bandiera) | C     | Hans-Dieter Wacker |
|    | Germania (bandiera) | C     | Roland Weidle      |
|    | Germania (bandiera) | A     | Egon Bihn          |
|    | Germania (bandiera) | A     | Ronny Borchers     |
|    | Germania (bandiera) | A     | Bernd Hölzenbein   |
|    | Germania (bandiera) | A     | Rüdiger Wenzel     |

## Organigramma societario
Area tecnica
- Allenatore: Dettmar Cramer
- Allenatore in seconda:
- Preparatore dei portieri:
- Preparatori atletici:

## Calciomercato

### Sessione estiva
| Acquisti | Acquisti      | Acquisti          | Acquisti |
| R.       | Nome          | da                | Modalità |
| -------- | ------------- | ----------------- | -------- |
| D        | Arno Bertonga | Perth SC          |          |
| D        | Lothar Skala  | Kickers Offenbach |          |

| Cessioni | Cessioni         | Cessioni  | Cessioni |
| R.       | Nome             | a         | Modalità |
| -------- | ---------------- | --------- | -------- |
| C        | Klaus Beverungen | St. Pauli |          |
| D        | Rainer Dörr      | Augusta   |          |

### Sessione invernale
| Acquisti | Acquisti | Acquisti | Acquisti |
| R.       | Nome     | da       | Modalità |
| -------- | -------- | -------- | -------- |

| Cessioni | Cessioni      | Cessioni | Cessioni |
| R.       | Nome          | a        | Modalità |
| -------- | ------------- | -------- | -------- |
| D        | Arno Bertonga | Perth SC |          |

## Risultati

### Bundesliga

#### Girone di andata
| Arbitro: | Horstmann |

|                                    |           |  |
| Nickel 39’, 42’, 69’ Trinklein 71’ | Marcatori |  |

| Arbitro: | Ohmsen |

|                              |           |                          |
| Fischer 25’ Kremers 29’, 86’ | Marcatori | 57’ Wenzel 66’ Grabowski |

| Arbitro: | Engel |

|  |           |                        |
|  | Marcatori | 77’ Magath 90’ Volkert |

| Arbitro: | Biwersi |

|  |           |                 |
|  | Marcatori | 24’, 42’ Wenzel |

| Arbitro: | Jensen |

|                                                  |           |                         |
| Hölzenbein 37’, 55’ Nickel 51’ (rig.) Wenzel 70’ | Marcatori | 3’ Heynckes 76’ Nielsen |

| Arbitro: | Hennig |

|                          |           |  |
| Granitza 43’ Nüssing 85’ | Marcatori |  |

| Arbitro: | Linn |

|                                            |           |          |
| Wenzel 6’ Stepanović 18’ Jakobs 71’ (aut.) | Marcatori | 40’ Jara |

| Arbitro: | Hontheim |

|                           |           |                                          |
| Hartwig 72’ Haunstein 89’ | Marcatori | 20’, 35’ Wenzel 53’ Kraus 67’ Hölzenbein |

| Arbitro: | Niemann |

|  |           |            |
|  | Marcatori | 58’ Wenzel |

| Arbitro: | Ahlenfelder |

|                       |           |                                 |
| Hölzenbein 71’ (rig.) | Marcatori | 61’ Wendt 88’ Riedl 90’ Pirrung |

| Arbitro: | Kindervater |

|                   |           |               |
| Ohlicher 48’, 63’ | Marcatori | 27’ Neuberger |

| Arbitro: | Burgers |

|                                                        |           |                   |
| Hölzenbein 11’, 67’ Kraus 43’ Nickel 49’ Grabowski 87’ | Marcatori | 7’ Gerber 80’ Box |

| Arbitro: | Roth |

|                    |           |               |
| Zimmermann 1’, 84’ | Marcatori | 13’ Grabowski |

| Arbitro: | Gabor |

|                              |           |                      |
| Grabowski 24’ Hölzenbein 36’ | Marcatori | 19’ Müller 60’ Flohe |

| Arbitro: | Stäglich |

|                                         |           |  |
| Røntved 17’ Bracht 34’ Röber 46’ (rig.) | Marcatori |  |

| Arbitro: | Waltert |

|                                                  |           |  |
| Hölzenbein 4’ Wenzel 38’ Kraus 56’ Grabowski 75’ | Marcatori |  |

| Arbitro: | Eschweiler |

|            |           |               |
| Lübeke 28’ | Marcatori | 37’ Grabowski |

#### Girone di ritorno
| Saarbrücken 10 dicembre 1977, ore 15:30 CET 18ª giornata | Saarbrücken | 0 – 0 referto | Eintracht Francoforte | Ludwigsparkstadion (20 000 spett.)\| Arbitro: \| Horstmann \| |
| Arbitro:                                                 | Horstmann   |               |                       |                                                               |

| Arbitro: | Engel |

|                                         |           |  |
| Hölzenbein 32’ Wenzel 73’ Grabowski 78’ | Marcatori |  |

| Amburgo 7 gennaio 1978, ore 15:30 CET 20ª giornata | Amburgo | 0 – 0 referto | Eintracht Francoforte | Volksparkstadion (31 000 spett.)\| Arbitro: \| Burgers \| |
| Arbitro:                                           | Burgers |               |                       |                                                           |

| Arbitro: | Glasneck |

|                       |           |                 |
| Wenzel 65’ Nickel 80’ | Marcatori | 23’ Burgsmüller |

| Arbitro: | Linn |

|                        |           |  |
| Wohlers 55’ Lienen 80’ | Marcatori |  |

| Arbitro: | Redelfs |

|  |           |                                                               |
|  | Marcatori | 36’ Weiner 53’ Kristensen 56’, 70’ Gersdorff 78’ (rig.) Brück |

| Arbitro: | Luca |

|                                |           |  |
| Worm 9’, 89’ Bücker 77’ (rig.) | Marcatori |  |

| Arbitro: | Niemann |

|               |           |  |
| Hölzenbein 4’ | Marcatori |  |

| Arbitro: | Hontheim |

|                                                          |           |                              |
| Nickel 10’, 69’ (rig.) Hölzenbein 32’, 42’ Neuberger 86’ | Marcatori | 16’ Abel 26’ Bast 82’ Herget |

| Arbitro: | Risse |

|                          |           |  |
| Wendt 10’ Toppmöller 53’ | Marcatori |  |

| Arbitro: | Klauser |

|                          |           |  |
| Wenzel 84’ Grabowski 89’ | Marcatori |  |

| Arbitro: | Ahlenfelder |

|                                                    |           |                                        |
| Beverungen 5’ Sturz 45’, 73’ Oswald 77’ Gerber 81’ | Marcatori | 36’ Reichel 44’ Borchers 55’ Grabowski |

| Arbitro: | Engel |

|                                           |           |  |
| Nickel 24’ Hölzenbein 45’ Wenzel 64’, 67’ | Marcatori |  |

| Arbitro: | Roth |

|  |           |                |
|  | Marcatori | 69’ Hölzenbein |

| Arbitro: | Eschweiler |

|  |           |                      |
|  | Marcatori | 43’ Röber 90’ Dreßel |

| Arbitro: | Kindervater |

|                              |           |            |
| Hoeneß 11’ Müller 80’ (rig.) | Marcatori | 18’ Nickel |

| Arbitro: | Stäglich |

|                           |           |  |
| Hölzenbein 14’ Nickel 28’ | Marcatori |  |

### Coppa di Germania
| Arbitro: | Aldinger |

|          |           |                                                                        |
| Beck 78’ | Marcatori | 5’, 33’ Kraus 14’ (aut.) Schaffner 16’ Nickel 45’ Grabowski 58’ Wenzel |

| Arbitro: | Glasneck |

|                       |           |                          |
| Schulte 17’ Fiege 35’ | Marcatori | 62’ Wenzel 67’ Neuberger |

| Arbitro: | Föckler |

|                                                   |           |  |
| Hölzenbein 31’ Grabowski 50’ Nickel 70’ Kraus 83’ | Marcatori |  |

| Arbitro: | Horstmann |

|             |           |  |
| Fischer 82’ | Marcatori |  |

### Coppa UEFA
| Arbitro: | Środecki |

|                                                    |           |  |
| Nickel 19’, 25’ Wenzel 21’ Kraus 58’ Grabowski 78’ | Marcatori |  |

| Gżira 28 settembre 1977 Primo turno | Sliema Wanderers | 0 – 0 referto | Eintracht Francoforte | Empire Stadium (1 900 spett.)\| Arbitro: \| Ciacci \| |
| Arbitro:                            | Ciacci           |               |                       |                                                       |

| Arbitro: | Christov |

|  |           |                                         |
|  | Marcatori | 28’ Hölzenbein 77’ Wenzel 90’ Grabowski |

| Arbitro: | Ivanov |

|                                                    |           |                                      |
| Kraus 1’ Grabowski 62’ Stepanović 68’ Krobbach 87’ | Marcatori | 45’ (rig.), 60’ Risi 82’ Torstensson |

| Arbitro: | Rainea |

|                                                  |           |  |
| Grabowski 23’ Hölzenbein 37’ Kraus 66’ Skala 67’ | Marcatori |  |

| Arbitro: | Gussoni |

|               |           |                           |
| Rummenigge 3’ | Marcatori | 83’ Wenzel 86’ Hölzenbein |

| Arbitro: | Linemayr |

|                                      |           |                            |
| Kraus 58’ Hölzenbein 69’, 90’ (rig.) | Marcatori | 36’ Bosco 51’ (rig.) Ponte |

| Arbitro: | Maksimović |

|                  |           |  |
| Ponte 33’ (rig.) | Marcatori |  |

## Statistiche

### Statistiche di squadra
| Competizione      | Punti | In casa | In casa | In casa | In casa | In casa | In casa | In trasferta | In trasferta | In trasferta | In trasferta | In trasferta | In trasferta | Totale | Totale | Totale | Totale | Totale | Totale | DR  |
| Competizione      | Punti | G       | V       | N       | P       | Gf      | Gs      | G            | V            | N            | P            | Gf           | Gs           | G      | V      | N      | P      | Gf     | Gs     | DR  |
| ----------------- | ----- | ------- | ------- | ------- | ------- | ------- | ------- | ------------ | ------------ | ------------ | ------------ | ------------ | ------------ | ------ | ------ | ------ | ------ | ------ | ------ | --- |
| Bundesliga        | 36    | 17      | 12      | 1       | 4       | 42      | 23      | 17           | 4            | 3            | 10           | 17           | 29           | 34     | 16     | 4      | 14     | 59     | 52     | +7  |
| Coppa di Germania | -     | 1       | 1       | 0       | 0       | 4       | 0       | 3            | 1            | 1            | 1            | 8            | 4            | 4      | 2      | 1      | 1      | 12     | 4      | +8  |
| Coppa UEFA        | -     | 4       | 4       | 0       | 0       | 16      | 5       | 4            | 2            | 1            | 1            | 5            | 2            | 8      | 6      | 1      | 1      | 21     | 7      | +14 |
| Totale            | 36    | 22      | 17      | 1       | 4       | 62      | 28      | 24           | 7            | 5            | 12           | 30           | 35           | 46     | 24     | 6      | 16     | 92     | 63     | +29 |

### Andamento in campionato
| Giornata  | 1 | 2 | 3  | 4 | 5 | 6 | 7 | 8 | 9 | 10 | 11 | 12 | 13 | 14 | 15 | 16 | 17 | 18 | 19 | 20 | 21 | 22 | 23 | 24 | 25 | 26 | 27 | 28 | 29 | 30 | 31 | 32 | 33 | 34 |
| --------- | - | - | -- | - | - | - | - | - | - | -- | -- | -- | -- | -- | -- | -- | -- | -- | -- | -- | -- | -- | -- | -- | -- | -- | -- | -- | -- | -- | -- | -- | -- | -- |
| Luogo     | C | T | C  | T | C | T | C | T | T | C  | T  | C  | T  | C  | T  | C  | T  | T  | C  | T  | C  | T  | C  | T  | C  | C  | T  | C  | T  | C  | T  | C  | T  | C  |
| Risultato | V | P | P  | V | V | P | V | V | V | P  | P  | V  | P  | N  | P  | V  | N  | N  | V  | N  | V  | P  | P  | P  | V  | V  | P  | V  | P  | V  | V  | P  | P  | V  |
| Posizione | 2 | 5 | 13 | 7 | 4 | 9 | 4 | 2 | 2 | 5  | 7  | 4  | 6  | 8  | 11 | 8  | 7  | 7  | 6  | 6  | 4  | 7  | 9  | 10 | 8  | 7  | 9  | 8  | 8  | 7  | 6  | 6  | 7  | 7  |

Legenda:

Luogo: C = Casa; T = Trasferta. Risultato: V = Vittoria; N = Pareggio; P = Sconfitta.

### Statistiche dei giocatori
| Giocatore     | Bundesliga | Bundesliga | Bundesliga  | Bundesliga | Coppa di Germania | Coppa di Germania | Coppa di Germania | Coppa di Germania | Coppa UEFA | Coppa UEFA | Coppa UEFA  | Coppa UEFA | Totale   | Totale | Totale      | Totale     |
| Giocatore     | Presenze   | Reti       | Ammonizioni | Espulsioni | Presenze          | Reti              | Ammonizioni       | Espulsioni        | Presenze   | Reti       | Ammonizioni | Espulsioni | Presenze | Reti   | Ammonizioni | Espulsioni |
| ------------- | ---------- | ---------- | ----------- | ---------- | ----------------- | ----------------- | ----------------- | ----------------- | ---------- | ---------- | ----------- | ---------- | -------- | ------ | ----------- | ---------- |
| E. Bihn       | 3          | 0          | 0           | 0          | 0                 | 0                 | 0                 | 0                 | 2          | 0          | 0           | 0          | 5        | 0      | 0           | 0          |
| M. Blättel    | 0          | 0          | 0           | 0          | 0                 | 0                 | 0                 | 0                 | 0          | 0          | 0           | 0          | 0        | 0      | 0           | 0          |
| R. Borchers   | 6          | 1          | 0           | 0          | 0                 | 0                 | 0                 | 0                 | 1          | 0          | 0           | 0          | 7        | 1      | 0           | 0          |
| J. Grabowski  | 34         | 9          | 8           | 0          | 4                 | 2                 | 2                 | 0                 | 8          | 4          | 0           | 0          | 46       | 15     | 10          | 0          |
| B. Hölzenbein | 34         | 15         | 0           | 0          | 4                 | 1                 | 0                 | 0                 | 8          | 5          | 0           | 0          | 46       | 21     | 0           | 0          |
| J. Koitka     | 34         | 0          | 2           | 0          | 4                 | 0                 | 0                 | 0                 | 8          | 0          | 0           | 0          | 46       | 0      | 2           | 0          |
| W. Kraus      | 27         | 3          | 6           | 1          | 3                 | 3                 | 0                 | 0                 | 8          | 4          | 0           | 0          | 38       | 10     | 6           | 1          |
| P. Krobbach   | 14         | 0          | 0           | 0          | 1                 | 0                 | 0                 | 0                 | 5          | 1          | 0           | 0          | 20       | 1      | 0           | 0          |
| C. Körbel     | 29         | 0          | 4           | 0          | 3                 | 0                 | 0                 | 0                 | 5          | 0          | 0           | 0          | 37       | 0      | 4           | 0          |
| H. Müller     | 14         | 0          | 1           | 0          | 0                 | 0                 | 0                 | 0                 | 3          | 0          | 0           | 0          | 17       | 0      | 1           | 0          |
| N. Nachtweih  | 5          | 0          | 1           | 0          | 0                 | 0                 | 0                 | 0                 | 0          | 0          | 0           | 0          | 5        | 0      | 1           | 0          |
| W. Neuberger  | 34         | 2          | 3           | 0          | 4                 | 1                 | 0                 | 0                 | 7          | 0          | 0           | 0          | 45       | 3      | 3           | 0          |
| B. Nickel     | 34         | 11         | 2           | 0          | 4                 | 2                 | 0                 | 0                 | 7          | 2          | 0           | 0          | 45       | 15     | 2           | 0          |
| P. Reichel    | 27         | 1          | 1           | 0          | 4                 | 0                 | 1                 | 0                 | 6          | 0          | 0           | 0          | 37       | 1      | 2           | 0          |
| G. Simons     | 0          | 0          | 0           | 0          | 0                 | 0                 | 0                 | 0                 | 0          | 0          | 0           | 0          | 0        | 0      | 0           | 0          |
| L. Skala      | 8          | 0          | 0           | 0          | 3                 | 0                 | 0                 | 0                 | 5          | 1          | 0           | 0          | 16       | 1      | 0           | 0          |
| D. Stepanović | 29         | 1          | 1           | 0          | 3                 | 0                 | 0                 | 0                 | 6          | 1          | 0           | 0          | 38       | 2      | 1           | 0          |
| W. Trapp      | 2          | 0          | 0           | 0          | 1                 | 0                 | 1                 | 0                 | 4          | 0          | 0           | 0          | 7        | 0      | 1           | 0          |
| G. Trinklein  | 13         | 1          | 1           | 0          | 3                 | 0                 | 0                 | 0                 | 2          | 0          | 0           | 0          | 18       | 1      | 1           | 0          |
| H. Wacker     | 0          | 0          | 0           | 0          | 0                 | 0                 | 0                 | 0                 | 0          | 0          | 0           | 0          | 0        | 0      | 0           | 0          |
| R. Weidle     | 30         | 0          | 4           | 0          | 3                 | 0                 | 0                 | 0                 | 6          | 0          | 0           | 0          | 39       | 0      | 4           | 0          |
| R. Wenzel     | 34         | 14         | 3           | 0          | 4                 | 2                 | 0                 | 0                 | 6          | 3          | 0           | 0          | 44       | 19     | 3           | 0          |
| G. Wienhold   | 0          | 0          | 0           | 0          | 0                 | 0                 | 0                 | 0                 | 0          | 0          | 0           | 0          | 0        | 0      | 0           | 0          |